# Музбельський сільський округ
Музбе́льський сільський округ (каз. Мұзбел ауылдық округі, рос. Музбельский сельский округ) — адміністративна одиниця у складі Нуринського району Карагандинської області Казахстану. Адміністративний центр та єдиний населений пункт — село Музбел.
Населення — 647 осіб (2021; 762 у 2009, 836 у 1999, 1061 у 1989).
Станом на 1989 рік існувала Пржевальська сільська рада (село Пржевальський). До 2018 року округ називався Пржевальським.